# 哥德蘿莉少女偵探團 電台日誌
《哥德蘿莉少女偵探團 電台日誌》是電視動畫《Saint October》相關網絡電台番組，音泉配信。

## 角色
哥德蘿莉少女偵探團（片岡梓、福井裕佳梨、小林優）

## 概要
- 2007年3月6日開始，每週星期二配信，同年11月27日的配信完結，全39回。

- 收錄採取2本（公式網站的哥德蘿莉少女偵探團交換日誌）。

## 電台CD
科樂美數碼娛樂的「電台CD」，2007年9月27日第1回至第13回放送收錄的「哥德蘿莉少女偵探團 電台日誌 Vol.1」、2007年12月21日第14回至第26回收錄的「哥德蘿莉少女偵探團 電台日誌 Vol.2」、2008年3月26日第27回至最終回收錄的「哥德蘿莉少女偵探團 電台日誌 Vol.3」發售。
Vol.1的CD夾克是「白藤菜月」，Vol.2是「聖三咲」，Vol.3是「葉山小十乃」描繪。

## 外部連結
- 音泉（页面存档备份，存于）
- Saint October公式頁面（页面存档备份，存于）
  - 公式網站内「蘿莉真劍！超オクト場」配信頁面（页面存档备份，存于）